# 717 a.C.
Il 717 a.C. (DCCXVII a.C. in numeri romani) è un anno  dell'VIII secolo a.C.